# Richemont (Mosel·la)
Richemont és un municipi francès, situat al departament del Mosel·la i a la regió del Gran Est. L'any 2007 tenia 1.867 habitants.

## Demografia

### Població
El 2007 la població de fet de Richemont era de 1.867 persones. Hi havia 744 famílies, de les quals 220 eren unipersonals (60 homes vivint sols i 160 dones vivint soles), 200 parelles sense fills, 296 parelles amb fills i 28 famílies monoparentals amb fills.
La població ha evolucionat segons el següent gràfic:
Habitants censats

### Habitatges
El 2007 hi havia 833 habitatges, 767 eren l'habitatge principal de la família, 11 eren segones residències i 55 estaven desocupats. 577 eren cases i 234 eren apartaments. Dels 767 habitatges principals, 527 estaven ocupats pels seus propietaris, 208 estaven llogats i ocupats pels llogaters i 32 estaven cedits a títol gratuït; 28 tenien una cambra, 68 en tenien dues, 114 en tenien tres, 149 en tenien quatre i 408 en tenien cinc o més. 567 habitatges disposaven pel capbaix d'una plaça de pàrquing. A 316 habitatges hi havia un automòbil i a 359 n'hi havia dos o més.

### Piràmide de població
La piràmide de població per edats i sexe el 2009 era:
| Homes | Edats   | Dones |
| ----- | ------- | ----- |
| 0     | 95 o +  | 1     |
| 0     | 90 a 94 | 5     |
| 13    | 85 a 89 | 5     |
| 11    | 80 a 84 | 8     |
| 22    | 75 a 79 | 44    |
| 22    | 70 a 74 | 34    |
| 40    | 65 a 69 | 60    |
| 62    | 60 a 64 | 33    |
| 50    | 55 a 59 | 52    |
| 54    | 50 a 54 | 63    |
| 67    | 45 a 49 | 67    |
| 70    | 40 a 44 | 61    |
| 97    | 35 a 39 | 91    |
| 91    | 30 a 34 | 92    |
| 54    | 25 a 29 | 63    |
| 46    | 20 a 24 | 63    |
| 59    | 15 a 19 | 60    |
| 89    | 10 a 14 | 54    |
| 52    | 5 a 9   | 75    |
| 89    | 0 a 4   | 64    |

## Economia
El 2007 la població en edat de treballar era de 1.259 persones, 937 eren actives i 322 eren inactives. De les 937 persones actives 865 estaven ocupades (478 homes i 387 dones) i 72 estaven aturades (35 homes i 37 dones). De les 322 persones inactives 112 estaven jubilades, 119 estaven estudiant i 91 estaven classificades com a «altres inactius».

### Ingressos
El 2009 a Richemont hi havia 775 unitats fiscals que integraven 1.891,5 persones, la mediana anual d'ingressos fiscals per persona era de 19.504 €.

### Activitats econòmiques
Dels 114 establiments que hi havia el 2007, 7 eren d'empreses extractives, 3 d'empreses de fabricació de material elèctric, 20 d'empreses de fabricació d'altres productes industrials, 20 d'empreses de construcció, 19 d'empreses de comerç i reparació d'automòbils, 7 d'empreses de transport, 4 d'empreses d'hostatgeria i restauració, 1 d'una empresa d'informació i comunicació, 1 d'una empresa financera, 6 d'empreses immobiliàries, 10 d'empreses de serveis, 14 d'entitats de l'administració pública i 2 d'empreses classificades com a «altres activitats de serveis».
Dels 26 establiments de servei als particulars que hi havia el 2009, 1 era una oficina de correu, 3 tallers de reparació d'automòbils i de material agrícola, 3 paletes, 3 guixaires pintors, 2 fusteries, 3 lampisteries, 2 electricistes, 3 empreses de construcció, 1 perruqueria, 3 restaurants, 1 agència immobiliària i 1 saló de bellesa.
Dels 6 establiments comercials que hi havia el 2009, 1 era una botiga de més de 120 m², 1 una peixateria, 3 botigues de mobles i 1 una joieria.
L'any 2000 a Richemont hi havia 3 explotacions agrícoles.

## Equipaments sanitaris i escolars
L'únic equipament sanitari que hi havia el 2009 era una farmàcia.
El 2009 hi havia 1 escola maternal i 2 escoles elementals.

## Poblacions més properes
El següent diagrama mostra les poblacions més properes.